# Infantylizm
Infantylizm (łac. infantilis „dziecinny”) – zaburzenie rozwojowe w medycynie. 
Na poziomie somatycznym przyczyną infantylizmu jest wywołana np. chorobą genetyczną niedoczynność przysadki w okresie dzieciństwa i idące za tym niedobór hormonu wzrostu oraz wtórna niedoczynność gruczołów płciowych. Zarówno u osobników dorosłych jak i młodocianych infantylizm objawia się dziecięcymi proporcjami ciała, niskim wzrostem, brakiem oznak dojrzewania płciowego. 
Na poziomie psychicznym zespół cech infantylizmu może objawić się po długotrwałym zażywaniu niektórych środków psychoaktywnych (alkoholu, narkotyków, leków), po przebytych chorobach lub urazach. 
W pedagogice infantylizm jest przejawianiem się u dorosłych cech, zachowań, postaw, które są typowe dla dzieci, lub u dzieci starszych typowych dla dzieci młodszych.